# Aislinn Derbez

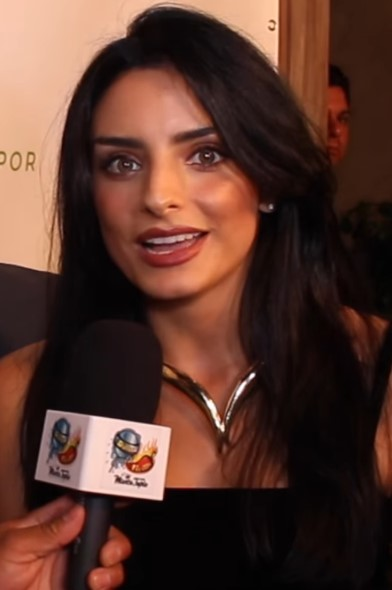
Aislinn Derbez (2017)

Aislinn Derbez (* 18. März 1986 in Mexiko-Stadt als Aislinn González Michel) ist eine mexikanische Schauspielerin.

## Leben
Aislinn Derbez ist die Tochter des Schauspielers Eugenio Derbez und der Schauspielerin Gabriela Michel. Die Beziehung hielt nur von 1986 bis 1987. Ihre erste Stiefmutter war die Schauspielerin Victoria Ruffo. Ihre aktuelle Stiefmutter ist die Schauspielerin Alessandra Rosaldo. Ihre beiden Halbbrüder Vadhir und José Eduardo Derbez sind ebenfalls Schauspieler. Ihre Großmutter war die Schauspielerin Silvia und ihre Tante die Schauspielerin Silvia Eugenia Derbez.
Sie studierte parallel in New York City am Actors Studio Schauspiel und Kunst an der School of Visual Arts. Während dieser Zeit wirkte sie in studentischen Kurzfilmen mit und stand vereinzelt auf der Theaterbühne. Mit dem von Jorge Fons inszenierten Kriegsdrama El atentado debütierte Derbez 2010 in einer kleinen Nebenrolle auf der Leinwand. Seitdem stand sie in über 30 Film- und Fernsehproduktionen vor der Kamera. Im deutschsprachigen Raum war sie unter anderem in den Fernsehserien Easy und Blumige Aussichten zu sehen.
Während der Dreharbeiten zu der Komödie A la mala lernte Derbez 2014 den Schauspieler Mauricio Ochmann kennen. Beide spielten in der Liebeskomödie in ihren Hauptrollen ein Paar. Mit Veröffentlichung des Films wurde bekannt, dass sie auch abseits des Filmsets ein Paar sind. Sie sind seit 2016 verheiratet und haben ein gemeinsames Kind. Das Paar gab Mitte März 2020 seine Trennung bekannt.

## Filmografie
- 2010: El atentado
- 2012: Los Héroes del Norte (Fernsehserie, 6 Folgen)
- 2013: Gossip Girl: Acapulco (Fernsehserie, 4 Folgen)
- 2013: Sobre ella
- 2013: Prijde letos Jezísek?
- 2014: Yerbamala
- 2015: A la mala
- 2016: Macho
- 2016: Compadres
- 2016: Que Pena Tu Vida
- 2016–2017: Easy (Fernsehserie, 2 Folgen)
- 2017: Win It All
- 2017: Do It Like An Hombre (Hazlo Como Hombre)
- 2018–2020: Blumige Aussichten (La Casa de las Flores, Fernsehserie, 32 Folgen)
- 2019: Die sechs Hände der Rache (Seis Manos, Fernsehserie, 8 Folgen, Stimme)
- 2019: Miss Bala
- 2021: Blumige Aussichten: Der Film (The House of Flowers: The Movie)
- 2021: Zurück ins Outback (Back to the Outback, Stimme)
- 2022: Schieb Es Nicht Aufs Karma! (¿Qué culpa tiene el Karma?)
- 2022: Con los años que me quedan
- 2023: Noche de Chicas (Fernsehserie)
- 2023: De viaje con los Derbez (Fernsehserie)